# تاریخ‌گذاری پرتوسنجشی

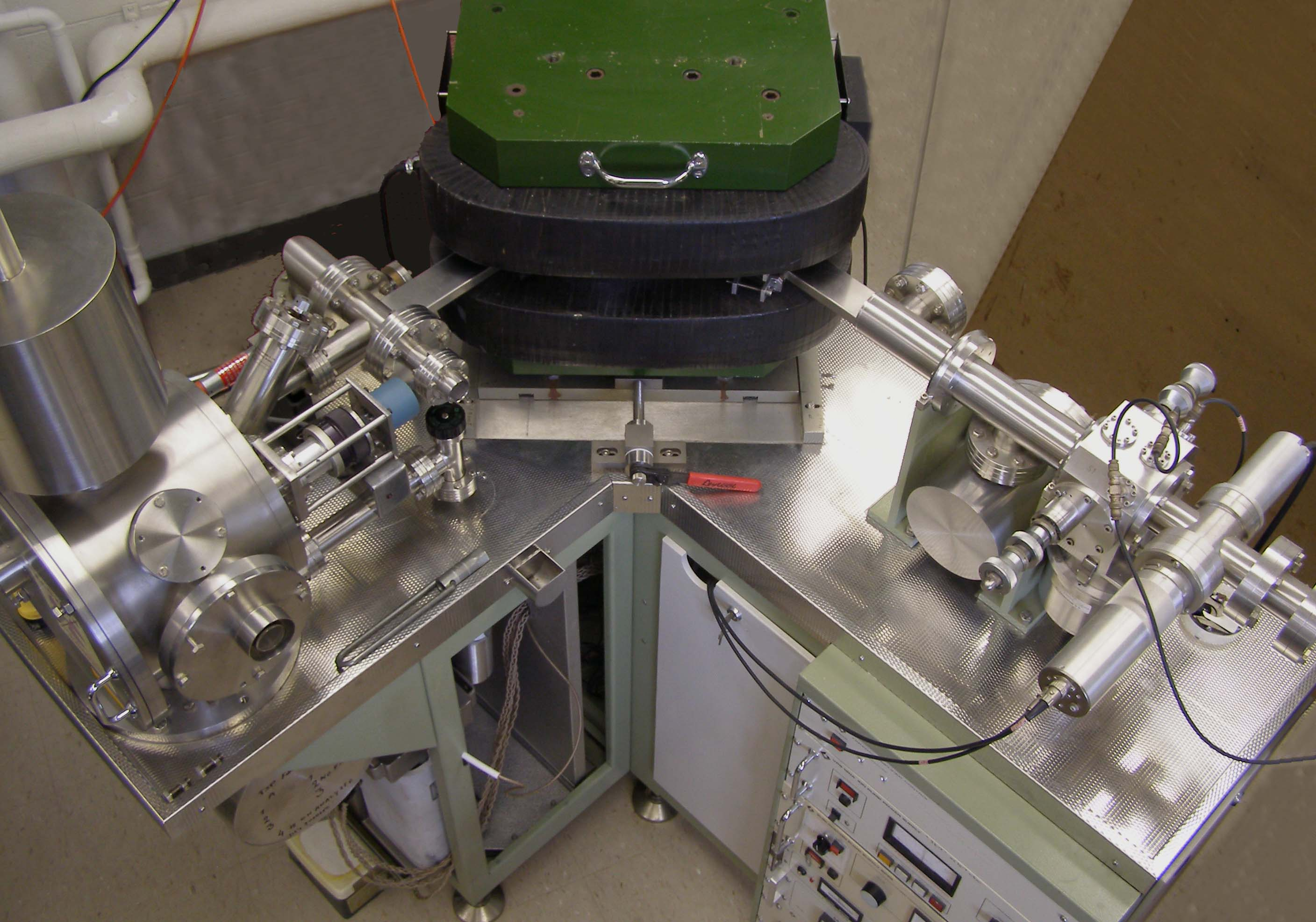
طیف ستج جرمی یونیزه گرمایی که در زمان‌سنجی رادیواکتیو به کار می‌رود.

تاریخ‌گذاری پرتوسنجشی (به انگلیسی: Radiometric dating) یا سن‌یابی پرتوسنجشی	که تاریخ‌یابی رادیواکتیو (به انگلیسی: radioactive dating)‌ یا تاریخ‌یابی رادیوایزوتوپ (به انگلیسی: radioisotope dating)‌ نیز نامیده می‌شود، تکنیکی است که برای محاسبه و تخمین سن موادی مانند کانی‌ها (مانند سنگ‌ها و صخره‌ها)، کربن (مانند فسیل ها) به کار می‌رود و معمولاً بر پایهٔ مقایسهٔ فراوانی طبیعی یک ایزوتوپ رادیواکتیو و محصولات واپاشی هسته‌ای آن با استفاده از سرعت‌های واپاشی شناخته شده انجام می‌شود.
زمان‌سنجی رادیومتری به همراه اصول چینه‌شناسی در علم زمین‌گاه‌شناسی و تعیین مقیاس زمانی زمین‌شناسی به کار می‌رود. در میان بهترین روش‌های این تکنیک می‌توان به تاریخ‌گذاری رادیوکربن، تاریخ‌گذاری پتاسیم و آرگون و تاریخ‌گذاری اورانیوم و سرب اشاره کرد.
استفاده از زمان‌سنجی رادیومتری برای تشخیص سن مطلق سنگ‌ها و صخره‌ها به کار می‌رود. همچنین برای تخمین سن سنگواره (فسیل)ها که در فرگشت کاربرد دارد. استفاده دیگر آن در تخمین سن دست‌ساخته‌های انسان است که در علومی مانند باستان‌شناسی کاربرد دارد.